# Campeonato Gaúcho 1989
In 1989 werd het 69ste Campeonato Gaúcho gespeeld voor voetbalclubs uit de Braziliaanse staat Rio Grande do Sul. De competitie werd gespeeld van 26 februari tot 18 juni. Grêmio werd kampioen. 
Dit jaar kwam er eenmalig een nieuw puntensysteem. Voor een overwinning kreeg elke club drie punten in plaats van de toen nog gebruikelijke twee. Indien twee teams gelijk speelden werden er strafschoppen genomen, de winnaar hiervan kreeg twee punten en de verliezer kreeg één punt.

## Eerste fase

### Eerste toernooi

#### Groep A
| Plaats | Club                 | Wed. | W | V | G+2 | G+1 | Saldo | Ptn. |
| ------ | -------------------- | ---- | - | - | --- | --- | ----- | ---- |
| 1.     | Internacional        | 7    | 3 | 1 | 3   | 0   | 9:4   | 15   |
| 2.     | Caxias               | 7    | 4 | 3 | 0   | 0   | 9:10  | 12   |
| 3.     | Aimoré               | 7    | 1 | 1 | 3   | 2   | 3:3   | 11   |
| 4.     | Santa Cruz           | 7    | 1 | 3 | 3   | 1   | 4:11  | 8    |
| 5.     | Inter de Santa Maria | 7    | 1 | 4 | 2   | 0   | 6:9   | 7    |
| 6.     | São Paulo            | 7    | 1 | 5 | 1   | 0   | 5:14  | 5    |
| 7.     | Lajeadense           | 7    | 0 | 5 | 0   | 2   | 5:15  | 2    |

|  | Geplaatst voor finalegroep eerste toernooi |

#### Groep B
| Plaats | Club          | Wed. | W | V | G+2 | G+1 | Saldo | Ptn. |
| ------ | ------------- | ---- | - | - | --- | --- | ----- | ---- |
| 1.     | Glória        | 7    | 4 | 0 | 2   | 1   | 11:3  | 17   |
| 2.     | Passo Fundo   | 7    | 4 | 1 | 0   | 2   | 11:4  | 14   |
| 3.     | Grêmio        | 7    | 4 | 2 | 0   | 1   | 12:6  | 13   |
| 4.     | Esportivo     | 7    | 3 | 2 | 0   | 2   | 8:4   | 12   |
| 5.     | Novo Hamburgo | 7    | 3 | 3 | 1   | 0   | 10:8  | 11   |
| 6.     | Pelotas       | 7    | 2 | 2 | 1   | 2   | 8:8   | 10   |
| 7.     | Juventude     | 7    | 2 | 2 | 1   | 2   | 6:7   | 10   |

|  | Geplaatst voor finalegroep eerste toernooi |

#### Finalegroep
| Plaats | Club          | Wed. | W | V | G+2 | G+1 | Saldo | Ptn. |
| ------ | ------------- | ---- | - | - | --- | --- | ----- | ---- |
| 1.     | Internacional | 3    | 2 | 0 | 1   | 0   | 5:2   | 8    |
| 2.     | Caxias        | 3    | 1 | 1 | 0   | 1   | 2:2   | 4    |
| 3.     | Passo Fundo   | 3    | 1 | 2 | 0   | 0   | 3:5   | 3    |
| 4.     | Glória        | 3    | 0 | 1 | 1   | 1   | 1:2   | 3    |

|  | Kampioen eerste toernooi |

Internacional krijgt 3 bonuspunten voor de totaalstand, Caxias 2 en Passo Fundo 1

### Eerste toernooi

#### Groep A
| Plaats | Club                 | Wed. | W | V | G+2 | G+1 | Saldo | Ptn. |
| ------ | -------------------- | ---- | - | - | --- | --- | ----- | ---- |
| 1.     | Aimoré               | 6    | 3 | 1 | 2   | 0   | 6:5   | 13   |
| 2.     | Caxias               | 6    | 4 | 3 | 0   | 0   | 8:3   | 12   |
| 3.     | Santa Cruz           | 6    | 3 | 1 | 1   | 1   | 6:5   | 12   |
| 4.     | Inter de Santa Maria | 6    | 3 | 1 | 0   | 2   | 6:3   | 11   |
| 5.     | Internacional        | 6    | 3 | 3 | 0   | 0   | 10:4  | 9    |
| 6.     | Lajeadense           | 6    | 1 | 4 | 1   | 0   | 6:13  | 5    |
| 7.     | São Paulo            | 6    | 0 | 5 | 0   | 1   | 1:10  | 1    |

|  | Geplaatst voor finalegroep tweede toernooi |

#### Groep B
| Plaats | Club          | Wed. | W | V | G+2 | G+1 | Saldo | Ptn. |
| ------ | ------------- | ---- | - | - | --- | --- | ----- | ---- |
| 1.     | Pelotas       | 6    | 4 | 1 | 0   | 1   | 7:7   | 13   |
| 2.     | Grêmio        | 6    | 3 | 1 | 0   | 2   | 14:8  | 11   |
| 3.     | Passo Fundo   | 6    | 2 | 1 | 1   | 2   | 8:7   | 10   |
| 4.     | Glória        | 6    | 1 | 1 | 2   | 2   | 6:6   | 9    |
| 5.     | Juventude     | 6    | 1 | 2 | 3   | 0   | 12:13 | 9    |
| 6.     | Esportivo     | 6    | 1 | 2 | 2   | 1   | 7:7   | 8    |
| 7.     | Novo Hamburgo | 6    | 0 | 4 | 1   | 1   | 4:9   | 3    |

|  | Geplaatst voor finalegroep tweede toernooi |

#### Groep C
| Plaats | Club    | Wed. | W | V | G+2 | G+1 | Saldo | Ptn. |
| ------ | ------- | ---- | - | - | --- | --- | ----- | ---- |
| 1.     | Grêmio  | 3    | 1 | 0 | 2   | 0   | 2:1   | 7    |
| 2.     | Caxias  | 3    | 1 | 0 | 0   | 2   | 3:1   | 5    |
| 3.     | Pelotas | 3    | 1 | 1 | 1   | 0   | 3:3   | 5    |
| 4.     | Aimoré  | 3    | 0 | 2 | 0   | 1   | 0:3   | 1    |

|  | Kampioen tweede toernooi |

Grêmio krijgt 3 bonuspunten voor de totaalstand, Caxias 2 en Pelotas 1

### Totaalstand
| Plaats | Club                 | Wed. | W | V  | G+2 | G+1 | Saldo | Ptn. |
| ------ | -------------------- | ---- | - | -- | --- | --- | ----- | ---- |
| 1.     | Caxias               | 13   | 8 | 5  | 0   | 0   | 17:13 | 28   |
| 2.     | Grêmio               | 13   | 7 | 3  | 0   | 3   | 26:15 | 27   |
| 3.     | Internacional        | 13   | 6 | 4  | 3   | 0   | 19:8  | 27   |
| 4.     | Glória               | 13   | 5 | 1  | 4   | 3   | 17:9  | 26   |
| 5.     | Passo Fundo          | 13   | 6 | 2  | 1   | 4   | 19:11 | 25   |
| 6.     | Pelotas              | 13   | 6 | 3  | 1   | 3   | 15:15 | 24   |
| 7.     | Aimoré               | 13   | 4 | 2  | 5   | 2   | 9:8   | 24   |
| 8.     | Esportivo            | 13   | 4 | 3  | 2   | 4   | 15:11 | 20   |
| 9.     | Santa Cruz           | 13   | 4 | 4  | 3   | 2   | 10:16 | 20   |
| 10.    | Juventude            | 13   | 3 | 4  | 4   | 2   | 18:20 | 19   |
| 11.    | Inter de Santa Maria | 13   | 4 | 5  | 2   | 2   | 12:12 | 18   |
| 12.    | Novo Hamburgo        | 13   | 3 | 7  | 2   | 1   | 14:18 | 14   |
| 13.    | Lajeadense           | 13   | 1 | 9  | 1   | 2   | 11:28 | 7    |
| 14.    | São Paulo            | 13   | 1 | 10 | 1   | 1   | 6:24  | 6    |

|  | Geplaatst voor finalegroep tweede fase     |
|  | Geplaatst voor degradatiegroep tweede fase |

## Tweede fase

### Degradatiegroep
| Plaats | Club                 | Wed. | W | V | G+2 | G+1 | Saldo | Ptn. |
| ------ | -------------------- | ---- | - | - | --- | --- | ----- | ---- |
| 1.     | Juventude            | 14   | 9 | 2 | 1   | 2   | 24:7  | 31   |
| 2.     | Esportivo            | 14   | 6 | 4 | 2   | 2   | 11:6  | 25   |
| 3.     | Novo Hamburgo        | 14   | 4 | 4 | 4   | 1   | 14:11 | 22   |
| 4.     | Lajeadense           | 14   | 4 | 3 | 2   | 5   | 12:9  | 21   |
| 5.     | Santa Cruz           | 14   | 4 | 4 | 3   | 2   | 13:17 | 21   |
| 6.     | Aimoré               | 14   | 3 | 5 | 3   | 3   | 6:12  | 20   |
| 7.     | São Paulo            | 14   | 3 | 5 | 4   | 2   | 7:14  | 19   |
| 8.     | Inter de Santa Maria | 14   | 2 | 8 | 2   | 2   | 10:21 | 7    |

|  |  | Degradatie |

EC Internacional kreeg 5 strafpunten, Aimoré en Esportivo kregen twee en één bonuspunt omdat ze zevende en achtste geëindigd waren in de totaalstand van de eerste fase.

### Finalegroep
Grêmio kreeg twee bonuspunten omdat het toernooiwinnaar was in de eerste fase. 
| Plaats | Club          | Wed. | W | V | G+2 | G+1 | Saldo | Ptn. |
| ------ | ------------- | ---- | - | - | --- | --- | ----- | ---- |
| 1.     | Grêmio        | 10   | 6 | 0 | 2   | 2   | 17:4  | 25   |
| 2.     | Internacional | 10   | 6 | 1 | 2   | 1   | 16:8  | 23   |
| 3.     | Caxias        | 10   | 2 | 3 | 3   | 2   | 13:15 | 16   |
| 4.     | Glória        | 10   | 2 | 4 | 3   | 1   | 9:15  | 13   |
| 5.     | Pelotas       | 10   | 2 | 5 | 0   | 3   | 7:10  | 9    |
| 6.     | Passo Fundo   | 10   | 0 | 5 | 2   | 3   | 7:17  | 7    |

|  | Kampioen |

## Kampioen
| Campeonato Gaúcho de 1989   |
| Porto Alegre                |
| --------------------------- |
| GRÊMIO Kampioen (27° titel) |